# 欧州共同体
欧州共同体（おうしゅうきょうどうたい、英: European Communities）とは、同じ制度を持つ3つの国際機関のことである。欧州石炭鉄鋼共同体（ECSC）、欧州原子力共同体（EAECまたはEuratom）、欧州経済共同体（EEC）であったが、1993年のマーストリヒト条約により欧州共同体（EC）に改称され、欧州連合（EU）が発足した。
1993年に欧州連合に編入されたとき、共同体は欧州連合の最初の柱となった。欧州石炭鉄鋼共同体は、2002年に設立条約が失効し、消滅した。2009年のリスボン条約により、欧州共同体は欧州連合に統合され、EUは共同体の法的後継者となった。EuratomはEUとは別の組織として存続しているが、同じ制度によって管理されている。

## 歴史

### 3つの共同体
ECSCが先に作られた。1950年にシューマン宣言で提案された後、ベルギー、フランス、イタリア、ルクセンブルグ、オランダ、西ドイツが集まり、1951年にパリ条約に調印し、共同体が設立された。この共同体の成功により、さらなる共同体の創設が望まれたが、欧州防衛共同体と欧州政治共同体の創設を試みたが失敗し、経済的な問題に回帰することになった。1957年、ローマ条約により、EAECとEECが設立された。EAECとEECは、ECSCのいくつかの制度を共有することになったが、執行機構は別個のものであった。
ECSCの目的は、加盟国の石炭と鉄鋼の産業を統合し、それらの資源の単一市場を作ることで、欧州の繁栄を図り、欧州統合の過程でこれらの国が戦争に巻き込まれる危険性を減らすことだった。EAECは、加盟国間の原子力協力に取り組んでいた。EECは、関税同盟と一般的な経済協力の構築を目指すものであった。その後、欧州単一市場の創設につながった。
EECはEUの欧州共同体の柱となり、ECSCとEAECは、法的には別々に存在しながら、あたかもEUの制度によって統治される、同様の従属的な位置づけを続けていた。ECSCの条約は50年の期限付きであったため、2002年に失効し、その活動はすべて欧州共同体に吸収された。EAECにはそのような期限がないため、現在も存続している。欧州の有権者にとって原子力はデリケートな問題であるため、この条約は調印以来改正されることなく、欧州憲法が他のすべての条約を廃止することを意図していたため、改正されることさえなかった（憲法の後継であるリスボン条約も同様に、改正を試みないままである） 。
EAECの知名度は低く、欧州共同体の知名度もEUのそれに比べて低いため、「欧州共同体」という言葉はあまり使われない。しかし、EU設立当初、欧州共同体のみを扱う機関、あるいは主に欧州共同体を扱う機関（3本柱すべてではなく）は元の名称を残しており、例えば、欧州司法裁判所の正式名称は2009年まで「欧州共同体司法裁判所」であった。
1967年、合併条約により、これらの別個の執行機関が統合された。EECの委員会と理事会は、他の組織の対応する責任を引き継ぐことになったのである。それ以降、これらの組織は「欧州共同体」と総称されるようになり、例えば欧州委員会は「欧州共同体委員会」と呼ばれるようになったが、法的には共同体そのものは別個のままであった。

### 柱
欧州連合条約は、欧州連合の創設について単一欧州議定書と欧州の統合に関する宣言を土台に起草されている。欧州連合条約は1992年2月7日に調印され、1993年11月1日に発効した。欧州連合とは従来の欧州共同体に替わるものであり、また欧州共同体は政策分野の欧州共同体として3つの柱構造に組み入れられた。このとき欧州経済共同体は欧州共同体に改称され、欧州連合としての初代欧州委員会委員長には、欧州経済共同体の委員長であったジャック・ドロールが、1994年にジャック・サンテールに交替するまで務めた。
アムステルダム条約では査証、不法移民、難民といった人の移動の自由についての政策を司法・内務協力の柱から欧州共同体の柱の対象分野に変更した（なおこれにより司法・内務協力は警察・刑事司法協力に改称された）。またアムステルダム条約とニース条約では共同決定手続を用いる案件を拡張し、欧州共同体の対象とするほぼすべての政策分野において欧州議会は欧州連合理事会と対等の権限を有することになった。
2002年、欧州共同体を構成する3共同体の1つである欧州石炭鉄鋼共同体の根拠条約であるパリ条約が、ほかの基本条約にはない50年という有効期限を持っていたために、その効力が消滅した。ほかの基本条約と重複するものと考えられていたためパリ条約は更新されることがなく、かわりにニース条約においてパリ条約の要素は欧州共同体設立条約に継承され、欧州石炭鉄鋼共同体の機能は欧州共同体の機構により欧州共同体の政策分野の一部として引き継がれた。2009年に発効したリスボン条約では3本柱構造が廃止され、これにより欧州共同体はその法人格を欧州連合が継承したことで消滅し、欧州共同体設立条約も「欧州連合の機能に関する条約」に改称された。いっぽうで欧州原子力共同体については欧州連合と完全に統合せず、欧州連合の内部で独立した主体として存続している。
| 署名 発効 条約    | 1948年 ブリュッセル | 1951年 1952年 パリ        | 1954年 1955年 パリ協定    | 1957年 1958年 ローマ      | 1965年 1967年 統合        | 1986年 1987年 単一議定書   | 1992年 1993年 マーストリヒト | 1992年 1993年 マーストリヒト | 1997年 1999年 アムステルダム | 2001年 2003年 ニース | 2001年 2003年 ニース | 2007年 2009年 リスボン |  |  |  |  |  |  |  |  |
|                   |                     |                           |                           |                           |                           |                            |                              |                              |                              |                      |                      |                        |  |  |  |  |  |  |  |  |
| 欧州諸共同体 (EC) | 欧州諸共同体 (EC)   | 欧州連合 (EU) 3つの柱構造 | 欧州連合 (EU) 3つの柱構造 | 欧州連合 (EU) 3つの柱構造 | 欧州連合 (EU) 3つの柱構造 | 欧州連合 (EU) 3つの柱構造  |                              |                              |                              |                      |                      |                        |  |  |  |  |  |  |  |  |
|                   | 欧州原子力共同体    | 欧州原子力共同体          | → I                       |                           |                           |                            | ← I                          |                              |                              |                      |                      |                        |  |  |  |  |  |  |  |  |
|                   |                     |                           | → I                       | 欧州石炭鉄鋼共同体 (ECSC) | 欧州石炭鉄鋼共同体 (ECSC) | 2002年に失効・共同体消滅   | 2002年に失効・共同体消滅     |                              | 欧州連合 (EU)                |                      |                      |                        |  |  |  |  |  |  |  |  |
|                   |                     |                           | → I                       | 欧州経済共同体 (EEC)      | 欧州経済共同体 (EEC)      |                            | ← I                          | 欧州共同体 (EC)              | 欧州共同体 (EC)              |                      |                      |                        |  |  |  |  |  |  |  |  |
|                   |                     |                           | → III                     | 司法・内務 協力           |                           |                            | ← I                          | 欧州共同体 (EC)              | 欧州共同体 (EC)              |                      |                      |                        |  |  |  |  |  |  |  |  |
|                   | 警察・刑事司法協力  | 警察・刑事司法協力        | → III                     | 司法・内務 協力           | ←                         |                            |                              |                              |                              |                      |                      |                        |  |  |  |  |  |  |  |  |
| 欧州政治協力      | →                   | 共通外交・安全保障政策    | 共通外交・安全保障政策    | 共通外交・安全保障政策    | ← II                      |                            |                              |                              |                              |                      |                      |                        |  |  |  |  |  |  |  |  |
| （組織未設立）    | （組織未設立）      | 西欧同盟                  | 西欧同盟                  | 西欧同盟                  | 西欧同盟                  |                            |                              |                              |                              |                      |                      |                        |  |  |  |  |  |  |  |  |
| （組織未設立）    | （組織未設立）      | 西欧同盟                  | 西欧同盟                  | 西欧同盟                  | 西欧同盟                  | （2010年に条約の効力停止） |                              |                              |                              |                      |                      |                        |  |  |  |  |  |  |  |  |
|                   |                     |                           |                           |                           |                           |                            |                              |                              |                              |                      |                      |                        |  |  |  |  |  |  |  |  |

## 機構
合併条約により、3つの共同体はすべて同じ制度的枠組みによって統治されることになった。1967年以前は、ECSCによって設立された共通会議/欧州議会と司法裁判所はすでにEECとEAECに共有されていたが、それぞれ異なる役員を擁していた。1967年の条約により、ECSCとEAECの事務はEECの理事会と委員会が担当することになり、ECSCとEAECの理事会、EAECの委員会、ECSCの最高機関は廃止された。1993年に欧州連合が設立されるまで、この3つの共同体が統治していた。

## 加盟国
3つの共同体の加盟国は同じで、パリ条約とその後の条約に署名した6カ国は「内側の6カ国」と呼ばれた（「外側の7カ国」は欧州自由貿易連合を形成した国々）。設立したのは、フランス、西ドイツ、イタリア、ベネルクス3国（ベルギー、オランダ、ルクセンブルグ）の6カ国である。最初の拡大は1973年で、デンマーク、アイルランド、英国が加盟した。1980年代には、ギリシャ、スペイン、ポルトガルが加盟した。1993年11月のEU発足後、2013年7月までにさらに16カ国を加盟させるまでに拡大した。

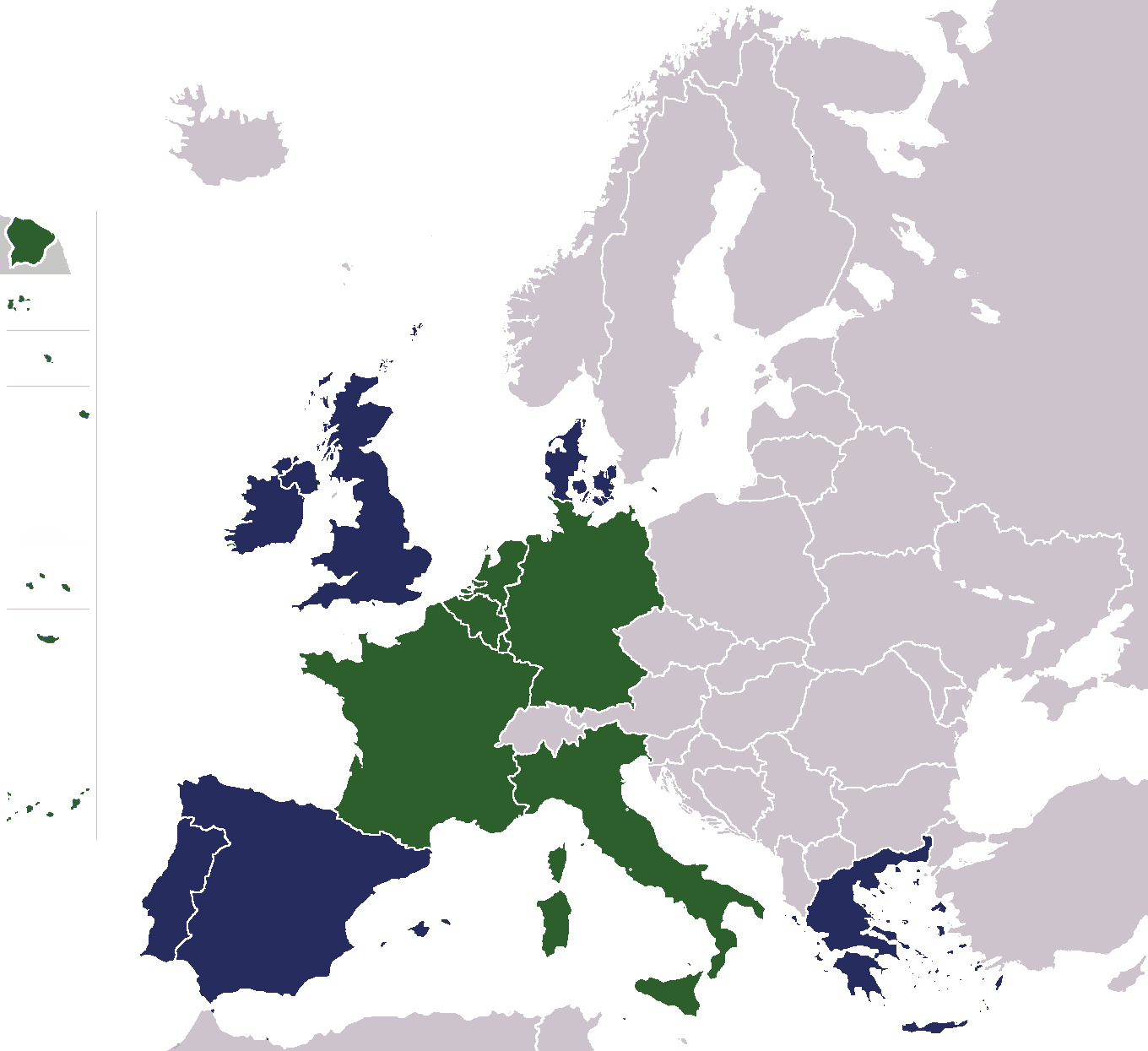
創設メンバーは緑色、それ以降のメンバーは青色で表示されている。1957年当時、東ドイツを形成していた国家は共同体に属していなかったが、1990年のドイツ再統一により共同体に属するようになった。

設立時の加盟国は緑色、それ以降の加盟国は青色で表示されている。1957年当時、東ドイツを形成していた国は共同体に加盟していなかったが、1990年のドイツ再統一により共同体に加盟している。
| 加盟国         | 加盟          |
| -------------- | ------------- |
| ベルギー       | 1957年3月25日 |
| イタリア       | 1957年3月25日 |
| ルクセンブルク | 1957年3月25日 |
| フランス       | 1957年3月25日 |
| オランダ       | 1957年3月25日 |
| 西ドイツ       | 1957年3月25日 |
| デンマーク     | 1973年1月1日  |
| アイルランド   | 1973年1月1日  |
| イギリス       | 1973年1月1日  |
| ギリシャ       | 1981年1月1日  |
| ポルトガル     | 1986年1月1日  |
| スペイン       | 1986年1月1日  |

加盟国は各機関に何らかの形で代表されている。また、理事会は自国政府を代表する1名の閣僚で構成されている。また、各国はそれぞれ1名の欧州委員を持つ権利を有するが、欧州委員会では自国の利益ではなく、共同体の利益を代表することになっている。2004年以前は、大国（フランス、ドイツ、イタリア、イギリス）には2人の委員がった。欧州議会では、議員には人口に応じた議席数が割り当てられているが、1979年以降は直接選挙で選ばれており、国籍ではなく政治的忠誠心によって議席を獲得している。欧州司法裁判所を含む他のほとんどの機関では、何らかの形で委員の国籍が分かれている。

## 政策分野
欧州共同体の柱は以下の分野を対象としている。
- 出入国管理
- 連合市民権
- 共通農業政策
- 共通漁業政策
- 競争政策
- 消費者保護
- 関税同盟および単一市場

- 経済通貨同盟
- 教育・文化
- 環境法
- 雇用
- 公衆衛生
- 欧州横断ネットワーク

- 通商政策
- 研究
- 社会政策
- 難民政策
- シェンゲン協定
- 移民政策